# Medina (Colombia)
Medina è un comune della Colombia facente parte del dipartimento di Cundinamarca.
Il centro abitato venne fondato da Alondo Ronquillo nel 1620.